# آلن وودمن
آلن وودمن (انگلیسی: Allan Woodman; ۱۱ مارس ۱۸۹۹ – ۱۷ آوریل ۱۹۶۳) بازیکن هاکی روی یخ اهل کانادا بود.